# Lorenzo Olarte
Lorenzo Olarte Cullén (Puenteareas, 8 dicembre 1932 – Las Palmas de Gran Canaria, 2 febbraio 2024) è stato un politico, banchiere e dirigente d'azienda spagnolo, presidente del Governo delle Isole Canarie dal 1988 al 1991.

## Biografia
Fu presidente della Cassa di Risparmio di Gran Canaria (Caja Insular de Ahorros de Gran Canaria) tra il 1979 e il 1980 e della compagnia aerea pubblica Aviaco tra il 1980 e il 1982.
Dopo il divieto delle corride in Catalogna, Olarte affermò che la legge canaria del 1991 sulla protezione degli animali non prevedeva tale divieto, contrariamente a quanto si pensasse.
Fu Deputato per Gran Canaria nel Congresso dei Deputati dal 1993 al 1995, anno in cui divenne Deputato nel Parlamento delle Isole Canarie, rimanendo in carica fino al 2003.
Nel 2014 fu nominato presidente nazionale del Ciudadanos de Centro Democrático (CCD).
Morì a Las Palmas de Gran Canaria il 2 febbraio 2024 all'età di 91 anni.

## Incarichi politici
- Procuratore nelle Cortes Españolas (1974-1977)
- Presidente del Cabildo Insular de Gran Canaria (1974-1979)
- Consigliere del Presidente del Governo (1977-1979)
- Deputato per Gran Canaria nel Congresso dei Deputati (1979-1982)
- Deputato per Gran Canaria nel Parlamento delle Isole Canarie (1983-1993)
- Vicepresidente del Governo delle Isole Canarie e Consigliere della Presidenza (1987-1988)
- Presidente del Governo delle Isole Canarie (1988-1991)
- Deputato per Gran Canaria nel Congresso dei Deputati (1993-1995)
- Vicepresidente del Governo delle Isole Canarie e Consigliere al Turismo (1995-1999)
- Deputato per Gran Canaria nel Parlamento delle Isole Canarie (1995-2003)